# Понашему (организация)
По́нашему (н.-луж. Pónaschemu) — наименование лужицкой культурно-общественной организации, которая была основана в Нижней Лужице в 1999 году. Своей целью объявляет сохранение и развитие нижнелужицкого языка и культуры нижних лужичан. По своему характеру представляет националистическую организацию и в своей деятельности придерживается идеи нижнелужицкой обособленности от остального лужицкого народа.
Наименование организации происходит от немецко-нижнелужицкого смешанного языка «Понашему», который ранее широко использовался сельским населением в Нижней Лужице.
Организация была основана в 1999 году несколькими нижнелужицкими общественными деятелями, среди которых был изучивший нижнелужицкий язык и использующий его в повседневной жизни немец, председатель партии «Лужицкий альянс» Ханнес Вильгельм-Келль. Понашему декларирует себя объединением нижнелужицкоговорящих и немецкоговорящих нижних лужичан и не принимает в свои ряды верхних лужичан. Организация считает себя оппозицией по отношению к деятельности лужицкого общественно-культурной организации «Домовина», объявляя её организацией, представляющей интересы только лишь верхних лужичан. Организация в своей деятельности обособляет нижних лужичан от верхних лужичан, придерживаясь идеи, что только лишь нижние лужичане происходят от полабских славян. В частности, чтобы обособить нижних лужичан от верхних лужичан организация употребляет по отношению к нижним лужичанам наименование «венды», в то время как по отношению ко всем лужичанам употребляет наименование «сербы».
Понашему призывает сохранять традиционную сельскую культуру Нижней Лужицы, культурное наследие нижних лужичан, поддерживает археологические исследования, выступает в защиту сохранения нижнелужицкого языка и заботится о его чистоте. Организация объявляет, что государственное финансирование лужичан непропорционально и несправедливо по отношению к нижним лужичанам, обвиняя федеральные власти в том, что большинство выделяемых средств предоставляется верхним лужичанам, проживающим в Саксонии.

## Источник
- 10 lět «Pónaschemu»: Interview z pśedsedarjom towaristwa Uwe Gutšmidtom, Nowy Casnik, 03.06.2009 (numer 22/2009)
- Jakub Sokół: Stowarzyszenie na Rzecz Języka Łużyckiego w Kościele, związek «Pónaschemu» i grupa robocza «Serbska namša» oraz ich udział w popularyzowaniu języka dolnołużyckiego, стр. 142—151